# Carole Nelson Douglas
Pour les articles homonymes, voir Douglas.
Carole Nelson Douglas, née le 15 novembre 1944 et morte le  20 octobre 2021, est une romancière  américaine, auteure de roman policier.

## Œuvre

### Romans

#### SérieSword and Circlet
- Six of Swords (1982)
- Exiles of the Rynth (1984)
- Keepers of Edanvant (1987)
- Heir of Rengarth (1988)
- Seven of Swords (1989) (autre titre Seventh Sword)

#### SérieKevin Black
- Probe (1985)
- Counterprobe (1990)

#### SérieIrene Adler
- Good Night, Mr. Holmes (1990)
  - Bonne nuit, Mr Holmes, Éditions du Masque (2001)  (ISBN 2-7024-2929-7), réédition sous le titre Good night, Mr Holmes, Éditions du Masque coll. « Labyrinthes » no 128 (2004)  (ISBN 2-7024-9763-2)
- Good Morning, Irene (1990) (autre titre The Adventuress (2004))
  - Sherlock Holmes et sa muse, Éditions du Masque (2003)  (ISBN 2-7024-2930-0)
- Irene at Large (1992) (autre titre A Soul of Steel (2006))
  - Holmes contre l'irrésistible Irene, Éditions du Masque coll. « Labyrinthes » no 130 (2005)  (ISBN 2-7024-9777-2)
- Irene’s Last Waltz (1994) (autre titre Another Scandal in Bohemia (2003))
  -  La Dernière Valse d'Irene, Éditions du Masque coll. « Labyrinthes » no 154 (2007)  (ISBN 978-2-7024-8021-2)
- Chapel Noir (2001)
- Castle Rouge (2002)
- Femme Fatale (2003)
- Spider Dance (2004)

#### SérieCrystal Phoenix
- Crystal Days (1990)
- Crystal Nights (1990)

#### SérieTaliswoman
- Cup of Clay (1991)
- Seed Upon the Wind (1992)

#### SérieTemple Barr et Midnight Louie
- Catnap (1992) (autre titre Cat in an Alphabet Soup (2013))
- Pussyfoot (1993) (autre titre Cat in an Aqua Storm (2013))
- Cat on a Blue Monday (1994)
- Cat in a Crimson Haze (1995)
- Cat in a Diamond Dazzle (1996)
- Cat with an Emerald Eye (1996)
- Cat in a Flamingo Fedora (1997)
- Cat in a Golden Garland (1997)
- Cat on a Hyacinth Hunt (1998)
- Cat in an Indigo Mood (1999)
- Cat in a Jeweled Jumpsuit (1999)
- Cat in a Kiwi Con (2000)
- Cat in a Leopard Spot (2001)
- Cat in a Midnight Choir (2002)
- Cat in a Neon Nightmare (2003)
- Cat in an Orange Twist (2004)
- Cat in a Hot Pink Pursuit (2005)
- Cat in a Quicksilver Caper (2006)
- Cat in a Red Hot Rage (2007)
- Cat in a Sapphire Slipper (2008)
- Cat in a Topaz Tango (2009)
- Cat in an Ultramarine Scheme (2010)
- Cat in a Vegas Gold Vendetta (2011)
- Cat in a White Tie and Tails (2012)
- Cat in an Alien X-Ray (2013)
- Cat in a Yellow Spotlight (2014)
- Cat in a Zebra Zoot Suit (2015)
- Cat in an Alphabet Endgame (2016)

#### SérieMidnight Louie
- The Cat and the King of Clubs (1999)
- The Cat and the Queen of Hearts (1999)
- The Cat and the Jill of Diamonds (2000)
- The Cat and the Jack of Spades (2000)

#### SérieDelilah Street
- Dancing with Werewolves (2007)
- Brimstone Kiss (2008)
- Vampire Sunrise (2009)
- Silver Zombie (2010)
- Virtual Virgin (2011)

#### Autres romans
- Amberleigh (1980)
- In Her Prime (1982)
  - Brigit, une femme, Harlequin (1983)
- Her Own Person (1982)
- The Best Man (1983)
- Lady Rogue (1983)
- Azure Days, Quicksilver Nights (1985)
- The Exclusive (1986)
- Fair Wind, Fiery Star (1994)
- A Wall Street Christmas Carol (2011)

### Novellas
- Scrogged (2011)
- Alice Holds The Cards (2012) (coécrit avec Diane Castle)
- The Rakehell's Christmas Angel (2013)

### Nouvelles

#### SérieMidnight Louie
- Maltese Double Cross (1992)
- Sax and the Single Cat (1993)
- Coyote Peyote (1994)
- Dog Collar (1996)
- Iä Iä Iä Iä Cthulouie! (1997)
- The Mummy Case (1999)
- License to Koi (2004)
- Junior Partner in Crime (2005)
- The Riches There That Lie (2006)

#### SérieIrene Adler
- Parris Greene (1992)
- Dracula on the Rocks (1995)
- The Thief of Twelfth Night (1996)
- Mesmerizing Bertie (1998)
- A Baker Street Irregular (1998)
- The Private Wife of Sherlock Holmes (2009)